# Queen's Square Yokohama
Queen's Square Yokohama (jap. クイーンズスクエア横浜 Kuīnzu Sukuea Yokohama, pol. dosł. Plac Królowej w Jokohamie) – duży kompleks zlokalizowanych w dzielnicy Minato Mirai 21 w Jokohamie. Całkowita powierzchnia wynosi 496 385,70 m². Kompleks został otwarty 18 lipca 1997 roku i składa się z trzech wieżowców biurowych (Queen's Tower A, B i C) najwyższy budynek ma 171,8 m wysokości, a kolejne dwa mają 138 m i 109 m, centrum handlowego (Minatomirai Tokyu Square), hotelu (Yokohama Bay Hotel Tokyu) i sali koncertowej (Yokohama Minatomirai Hall).